# Zaljev Kavala
Zaljev Kavala (grčki: Κόλπος Καβάλας, Kolpos Kavalas) je zaljev u sjeveroistočnom Egeju u Grčkoj. Zaljev je dobio ime po najvećoj luci u zaljevu, gradu Kavali. 

## Zemljopisna svojstva
Zaljev Kavala se nalazi kod kordinata 40°52′N 24°30′E / 40.867°N 24.500°E, istočno od poluotoka Halkidiki. Zaljev je izdužena oblika u smjeru istok - zapad, dug je oko 40 km, a širok oko 15 km. Sa zapada zaljev zatvara poluotok Vrasidas, kod naselja Nea Peramos (Νέα Πέραμος), a s istoka zaljev zatvara poluotok Keramoti (Κεραμωτή) kod istoimenog turističkog gradića i otočić Tasopula udaljen oko 3 km od Keramotija. S jugoistoka zaljev zatvara otok Tasos, tako da je s te strane dobro zaštićen, dok je s jugozapada otvoren.
Oko 5 km istočno od poluotoka Keramoti rijeka Mesta (grčki: Nestos, Νέστος) tvori veliku deltu površine 440 km², koja je danas nacionalni park. Tako da je istočna obala koja je niska i pješčana, močvarna s nekoliko povezanih laguna. Zapadne obale zaljeva su brdovite s brežuljcima od 500 do 800 m., dok je sjeverna obala pjeskovita i niska, ali se odmah iza toga uzdižu visoke planine, poput gorja Pangeon s vrhom Koutra 1.956 m. 
Grad Kavala smjestio se točno u sredini zaljeva na sjeveroj obali, kao i predgrađe Nea Karvali, koje se nalazi 12 km istočno od Kavale. Međunarodna zračna luka "Aleksandar" nalazi se na istočnoj obali zaljeva, udaljen oko 30 km od centra grada.
Unutar zaljeva uz zapadnu obalu nalazi se stjenoviti otočić Fidonisi.

## Vanjske poveznice
- Karta Zaljeva Kavala na portalu wikimapia
- Kolpos kavalas na portalu Marine World Database (engl.)